# Abelenda (Carballeda de Avia)
Abelenda (llamada oficialmente Santo André de Abelenda das Penas) es una parroquia y un lugar español del municipio de Carballeda de Avia, en la provincia de Orense, Galicia.

## Toponimia
La parroquia también es conocida por el nombre de San Andrés de Abelenda.

## Localización
Se sitúa cerca de los límites del municipio de Leiro, y es atravesado por el OU-0306 y el arroyo de Carocero o Bullón. 

## Organización territorial
La parroquia está formada por cuatro entidades de población:
- Abelenda
- Casares
- Fornelos
- Sariñas (Sariñás)

## Demografía

### Parroquia
| Gráfica de evolución demográfica de Abelenda (parroquia) entre 2000 y 2022 |
|                                                                            |
| Datos según el nomenclátor publicado por el INE.                           |

## Patrimonio
La iglesia parroquial del pueblo es considerada como monumento artístico más importante de la parroquia. La iglesia es de origen románico y posiblemente, fuese fundado por la orden de los templarios. También consta de un crucero del siglo XVII, y en las cercanías de la capital, se ha encontrado restos romanos.

### Lugar
| Gráfica de evolución demográfica de Abelenda (lugar) entre 2000 y 2022 |
|                                                                        |
| Datos según el nomenclátor publicado por el INE.                       |

## Economía
Su economía se basa en la industria para los materiales de construcción, gracias a las canteras de granito; y también para la industria maderera y aparatos sanitarios.